# Fetch the Bolt Cutters
Fetch the Bolt Cutters (en español: "Trae los cortadores de pernos") es el quinto álbum de estudio de la compositora y cantante estadounidense Fiona Apple.
Fue lanzado el 17 de abril de 2020 a través de medios digitales, mientras que su lanzamiento físico fue el 17 de julio de 2020. Es el primero de la artista desde The Idler Wheel... de 2012. Apple empezó a grabar el álbum en 2015, produciendo y actuándolo junto a su banda conformada por Amy Aileen Wood, Sebastian Steinberg y David Garza.
El álbum debutó en la posición número cuatro en la lista estadounidense Billboard 200, con 44 000 unidades vendidas. También logró entrar entre el top quince de Canadá, Australia y Nueva Zelanda.

## Antecedentes y Grabación
En 2012, Apple empezó a conceptualizar la idea para un nuevo álbum, considerando un álbum conceptual basado en su casa en Venice Beach, llamado en broma: House Music. Apple también consideró una grabación basada en el gigante temblón, Pando, un bosque gigante de álamos ubicado en Utah, que se considera un ser viviente uniforme, creando canciones que compartieran raíces comunes.
En febrero de 2015,  empezaron los ensayos para el álbum, con los miembros de su banda Sebastian Steinberg, Amy Aileen Wood y Davíd Garza. Empezaron escribir y ensayar en el estudio de Apple, ubicado en su casa en Venice Beach. Utilizando objetos caseros para la percusión y entonando un coro de voces mientras marchaban alrededor de la casa.
En julio del mismo año empezaron las grabaciones para el álbum, pasando tres semanas en el estudio Sonic Ranch en Texas rural, aunque sin éxito. Unos cuantos meses más tarde, después de regresar a Venice Beach, empezaron a progresar, con Apple haciendo largas tomas de instrumentos siendo golpeados contra superficies y diferentes objetos. Las voz de Apple no tiene edición alguna, mientras que en sonido el álbum se basa fuertemente en la percusión. Las sesiones de grabación también tuvieron lugar en Stanley Recordings y en el estudio privado del ingeniero Dave Way, Waystation.
Para julio de 2019, Apple ya había empezado la mezcla del álbum. Pero en septiembre, el proceso se tornó más lento, debido a las dudas de Apple sobre el desarrollo del álbum. Durante este tiempo, en una entrevista con Vulture, la artista mencionó estar trabajando en su nuevo proyecto, el cual tendría que haber sido lanzado: "Hace un millón de años", y esperaba poder hacerlo en 2020. También admitió estar recluida en su casa debido a múltiples sesiones de grabación en su casa de Venice Beach.
En enero de 2020, le enseñó las mezclas a los miembros de su banda, cuya respuesta positiva volvió a encaminar a Apple. En una entrevista ese mismo mes, mencionó que el proceso del álbum ya estaba en sus etapas finales, sólo faltando: "La portada y demás". El 9 de marzo de 2020 reveló haber finalizado con las grabaciones del álbum.

## Composición

### Estilo musical
El sonido de percusión lidera al álbum. El piano característico de Apple todavía es evidente, pero toma una forma más percusiva. Así como se hace uso del tambor y percusión tradicional, el álbum también presenta el uso de objetos no convencionales para la percusión, tales como una mariposa de metal y los huesos de la difunta perra de Apple, Janet. Los ritmos experimentales en el álbum evocan a la música industrial. En Stereogum, Tom Breihan argumenta que, mientras la música percusiva es típicamente: "Construida alrededor de la idea de bailar, imitando los ritmos del cuerpo humano". El álbum en cambio: "Juega un intento salvaje y febril de reflejar el caos que acontece en la mente humana cuando es totalmente sobrecalentada". Apple le atribuye el uso de la percusión en el álbum a un hábito de la niñez, desarrollado como parte de su trastorno obsesivo-compulsivo, por el cual siempre solía caminar a un ritmo estricto.
El álbum a menudo rechaza la tradicional estructura del verso-estribillo de la música pop. Las canciones tienden a ser imprevisibles presentando secciones de loops, parones repentinos y cambios en el ritmo. Sebastian Steinberg, bajista de Apple, comparó al álbum con la canción Hot Knife del álbum previo, describiéndolo como: "Muy crudo y desatado". Ha sido notado que la grabación es menos melancólica que trabajos pasados de la artista, las canciones más movidas siendo descritas como: "Graciosas, enojadas, y a veces, triunfantes". El álbum frecuente presenta improvisaciones, así como ruido de fondo tales como perros ladrando, en gran parte a raíz de ser una grabación casera. Mercy, la perra de Apple aparece en el álbum, así como Cara Delevigne cantando en los coros, maullando en la canción homónima y sus perros Leo y Alfie, también Maddie, la perra de Zelda Hallman ladrando de fondo.
En el álbum, Apple se toma su voz como un instrumento musical, comentando: "Me divierto con mi voz, pero no intento que suene bonita todo el tiempo. No trato de convencer a nadie que soy una cantante. Solo termino siendo un instrumento más [En el álbum]". Breihan notó que Apple demuestra: "Justo como un rapero pensaría, que las palabras pueden ser música". Mientras Laura Barton de The Guardian destacó la intimidad de la voz de Apple: "Mitad-conversacional, mitad-murmullos, dejando oír cada arañazo, respiración y gritó veraz". Según Jon Pareles de The New York Times encontró que: "Esté haciendo uso del sarcasmo o a punto de gritar, [Apple] articula cada palabra de manera clara, con emoción pero nunca perdiendo el control".

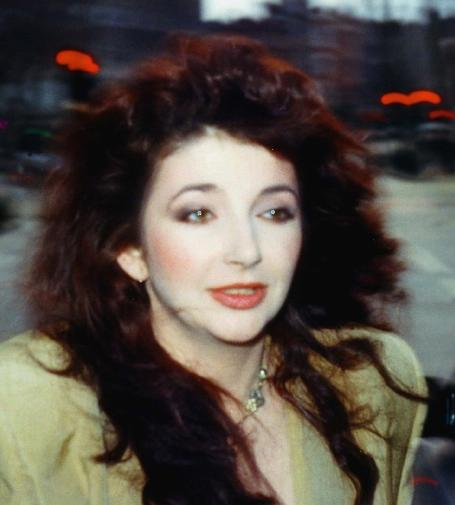
Apple hace una referencia a la canción 'Running Up That Hill' de la artista británica Kate Bush en la pista homónima del álbum.

El álbum desafía la categorización de géneros, y los críticos han notado su originalidad. No obstante, ha sido comparado a trabajos de artistas como Joni Mitchell, Tom Waits, Nina Simone, y Kate Bush, a quién a esta última se le hace referencia en una canción.

### Letras y temas
Líricamente, Apple identificó el tema principal del álbum como: "No tener miedo a hablar". Barton, agregando de modo similar dice que es: "Una negación a ser silenciado". Apple más tarde dijo que esto era una generalización, elaborando que: "Se trata de escapar de cualquier tipo de prisión en la que te has permitido vivir". Y apuntando al mensaje como: "Trae los malditos cortadores de pernos y libérate a ti mismo de cualquiera sea la situación en la que te encuentres". Pareles encontró que el álbum explora: "Ambos, daños pasados y presentes; acoso, agresión sexual, juegos mentales destructivos, decepciones románticas, miedos propios, compulsiones y la gente que se ha aprovechado de ellos". El álbum explora la libertad, Breihan escribe que: "Se puede oír la euforia de un grande desahogo". El álbum también ha sido identificado como el más humorístico de Apple.
Otro tema que Apple explora en el álbum son sus relaciones sociales con otras mujeres, comentando que estas relaciones empezaron a padecer en la escuela secundaria, y que en el álbum intenta hacer las paces con: "La clase de mujeres que la sociedad ha denominado como «competencia»". Tales como novias subsiguientes de sus ex. Apple engloba esta idea como: "No dejar que los hombres nos enfrenten las unas a las otras para mantenernos separadas y así lograr controlar el mensaje".

## Canciones
La canción introductoria, "I Want You to Love Me" (En español: "Quiero que me ames"), estaba inicialmente compuesta para un amante hipotético, aunque fue finalmente influenciada por la relación entre Apple y el escritor Jonathan Ames; como también por el periodo de meditación que la cantante tuvo durante 2010-11 en un centro de meditación en California. "Shameika" toma su nombre de una chica con la que Apple asistió a clases. La canción se basa en una experiencia que Apple recuerda, cuando fue rechazada por un grupo de chicas populares "Shameika se acercó, y me dijo algo como, '¿Porque intentas sentarte con esas chicas? Tu tienes potencial." La línea, "Sebastian dijo que soy un buen hombre en una tormenta", fue inspirada por un accidente en Marfa, Texas en donde la banda de la cantante fue casi arrestada por posesión de marihuana. El bajista Sebastian Steinberg hizo el comentario a la cantante en respuesta a cómo manejo la situación.
La pista homónima fue una de las últimas grabaciones para el álbum, fue grabada incluso luego de que éste tuviera su título. E incluye la colaboración vocal de la modelo y actriz Cara Delevigne, elegida por la cantante por la similitud de su acento al de la protagonista de la serie The Fall, de donde se origina la frase que da título al álbum. La pista hace cita directa a la canción Runnin' Up That Hill de la cantante Kate Bush. La humorística "Under the Table" (En español: "Debajo de la mesa") describe un conflicto ocurrido en la cena de una elegante fiesta a la que Apple asistió. En la que un invitado hizo un comentario ofensivo que no le cayó muy bien a la cantante, por lo que ella le llamo la atención: "Le llame la atención a esa persona. Tal vez haya alborotado la cena un poco, pero yo tenía razón".

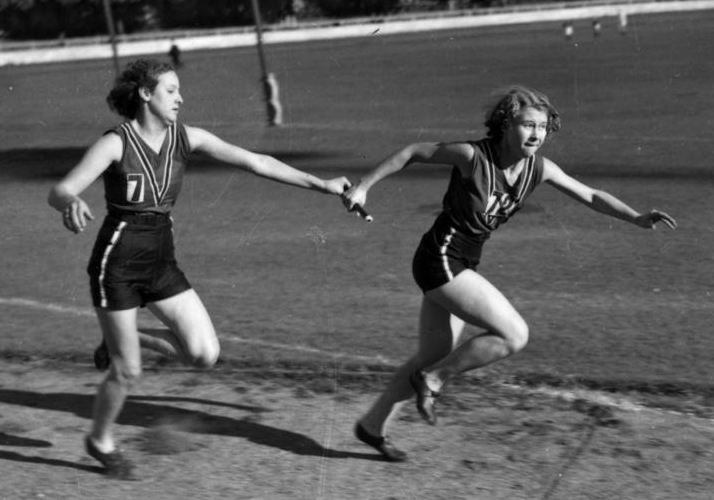
Carrera de relevos en Brisbane, 1939.

"Relay" (En español: "Relevos") incluye la línea, "El mal es un deporte de relevos, cuando al que quemas termina pasando la antorcha"), la cual Apple escribió a los 15 años. Apple explora las cosas que le molestan, nombra a algunas como "divertidas" o "mezquinas", incluyendo a los influencers de redes sociales en la línea "Me molesta que presentes tu vida como un maldito folleto propagandístico". La canción está influenciada por ambos, los cánticos de las porristas y la música R&B.
"Rack of His" (En español: "Estante de él") fue escrita en un lapso de 10 años, inspirada en dos diferentes relaciones amorosas de Apple. El título fue inspirado por el miembro de la banda, Davíd Garza, cuando dijo: "Oh, le hice cosas terribles a ese estante de él". "Newspaper" (En español: "Periódico") también fue inspirada por dos amoríos diferentes. La hermana de Apple, Maude Maggart, aporta su voz en la canción. La canción habla de empatizar con la nueva pareja de tu expareja. Apple olvidó el origen del título por lo que éste es arbitrario.

un murciélago de la fruta colgado de la rama de un árbol, en Guam.

"Ladies" (En español: "Damas") también explora la idea de "No dejar que los hombres pongan a la mujeres una en contra de la otra", explorando así la relación de diferentes exparejas del mismo hombre. En la canción Apple repite la palabra "damas" de diferentes maneras. Ella comenta: "Me gusta la palabra damas, y se volvió divertido repetirla de diferentes maneras...como, 'Damas, es mejor que nos involucremos', y como, 'Damas, son tan buenas.'" La línea "Soy un murciélago frugívoro" hace referencia al uso de la palabra "murciélagos" para referirse a la locura, Apple utiliza el término "murciélago frugívoro" para referirse a ella misma de manera afectiva.
"Heavy Balloon" (En español: "Globo Pesado") explora la depresión, y la "manera en la que la gente puede empezar a tratar a su propia depresión como a un amigo o algo con que jugar". Apple comenta: "es casi como si tuvieras síndrome de estocolmo con tu propia depresión—como si fueras secuestrado... [por ella]". El segundo verso, que dice, "El fondo empieza a sentirse como el único lugar seguro que conoces", fue parcialmente inspirado por un episodio de la serie de televisión The Affair. La línea "me propagó como las fresas, escaló como los guisantes y frijoles" fue inspirada por un libro de jardinería para niños, referenciando el hecho de que las plantas de fresas tienden a crecer través del suelo y las legumbres pueden crecer verticalmente. The New York Times menciona que la canción evoca musicalmente el sonido del álbum debut de Apple, Tidal (1996), mientras que Jon Caramanica de la misma publicación piensa que esto aplica a "Cosmonauts". Esta última pista fue originalmente grabada junto al colaborador frecuente de Apple y productor de su segundo álbum de estudio, Jon Brion ideada para formar parte de la banda sonora de la película This Is 40. Finalmente  la canción no fue parte de la película, aunque otra canción de la cantante "Dull Tool" si lo fue. Judd Apatow, director de la comedia mencionada, quería que la pista explorará la idea de una relación romántica de por vida, esto fue un desafío para Apple: "No se si quiero estar junto a alguien toda la vida". Debido a esto, Apple comenta: "Lo interprete así, 'seremos tú y yo en esta pequeña embarcación solos en el espacio, excepto que va a pesar mucho más, y realmente me pondrás como loca.' se supone que se trata de estar juntos para siempre, y por eso la canción abre con la línea, 'Tu rostro enciende una mecha hacia mi paciencia.' Es decir, hagas lo que hagas, siempre estará mal".
Apple es la única músico acreditada en "For Her" (En español: "Para Ella") la pista ha sido descrita como "catártica", y como "una de las canciones más llamativas en el álbum". La descripción de abuso sexual de un hombre a una mujer en la canción está basada, con permiso, en las historias que fueron contadas a Apple por parte de una amiga suya que trabajó en una productora de cine. La canción se dirige directamente hacia el abusador en nombre de la amiga, en palabras de la cantante, "para así...de forma indirecta, contar la historia que ella no puede contar". También comentó "Y por supuesto, también presenta cosas propias. Empezó al querer escribir sobre mis propios sentimientos, pero era demasiado duro. Quise hacerla sobre, no solo yo misma, sino también sobre otras personas". La canción, especialmente las líneas: "Buenos días! Buenos días! / Me violaste en la misma cama en la que tu hija nació", fue parcialmente escrita en respuesta a la nominación de Brett Kavanaugh como juez asociado de la corte suprema de los Estados Unidos, a pesar de sus múltiples denuncias de violencia sexual.
"Drumset" (En español: "Batería") fue escrita luego de la separación amorosa con Ames. Apple tuvo una pequeña discusión con su banda, después de la cual la baterista Amy Aileen Wood se llevó su batería en una presentación en vivo. Apple malinterpretó esto: "fue como si ellos estuvieran enojados conmigo y ya no iban a regresar", en ese punto improvisó la letra de la canción: "La batería se ha ido, y la alfombra en la que estaba todavía está aquí, gritándome a mí". La banda más tarde grabó la canción en una sola toma.
Apple llama a la pista de cierre "On I Go" (En español: "Sigo Avanzando") un "cántico vipassana" el cual originalmente cantó encarcelada subsecuente a un arresto por posesión de hachís en 2012. Según ella la canción explora que "no tiene que haber ningún significado específico, recompensa o consecuencia de las cosas que estoy haciendo". Caramanica la resalta como: "fascinante, el patrón circular en los ritmos vocales; la percusión incisiva y desestabilizada; y el espacio libre que deja para conmocionar", comparando la experimentación lírica al hip hop independiente de finales de los 1990s.

## Lanzamiento
El 16 de marzo de 2020 Apple anunció el álbum y su título en una extensa entrevista a New Yorker. A inicios de abril, anunciaba que el álbum estaba planeado para ser lanzado digitalmente el 17 de abril. Epic Records había planeado hacerlo en octubre, debido a las limitaciones promocionales traídas por la pandemia del coronavirus. Aun así, Apple exige lanzarlo antes, para evitar ruedas de prensa para la promoción del proyecto. Los críticos encontraron oportuno este tiempo de lanzamiento para comparar la reclusión de Apple en su casa de Venice Beach con el aislamiento por la enfermedad del coronavirus.

### Portada y título
El arte visual para el álbum estuvo diseñado por Davíd Garza miembro de la banda, siguiendo la decisión de lanzar el álbum tempranamente. Apple le envió una foto que había tomado de ella misma: "Dos o tres años atrás". Guardada como potencial portada del proyecto. En la elección de la fotografía, ella comentó: "Aquella cara es básicamente yo. Queriendo decir, 'Hey, ¿adivina qué?, ¡volví! Aquí tienes algunas canciones nuevas. ¿Quieres escucharlas verdad? Hola, hola, hola, hola".
El título, Fetch the Bolt Cutters (En español: "Trae los cortadores de pernos"), es un cita del show británico The Fall, en donde la protagonista, una detective de crímenes sexuales protagonizada por Gillian Anderson, recita la frase mientras investiga una escena del crimen en el que una mujer había sido torturada.

## Recepción crítica
Fetch the Bolt Cutters fue concebido con aclamación universal, muchos críticos considerándolo un clásico instantáneo, una obra maestra, y el mejor trabajo de Apple hasta la fecha. En Metacritic, recibió una puntuación media de 98 sobre 100, basada en 26 reseñas. Convirtiéndose así en el segundo mejor valorado en la historia del sitio web.  Es también el álbum mejor valorado de todos los tiempos junto a "To Pimp A Butterfly" del rapero Kendrick Lamar en AnyDecentMusic?, con un índice de 9.3/10. Album of The Year le asignó un índice medio de 95 sobre 100.
Pitchfork le otorgó a Fetch the Bolt Cutters la primera puntuación perfecta a un álbum desde 'My Beautiful Dark Twisted Fantasy' de Kanye West de 2010, con Jenn Pelly escribiendo que: "Nunca la música había sonado como esto" En The Telegraph, Neil McCormick lo describió como: "Una obra maestra para la era de #MeToo". Escribiendo que: "Se siente como lo más real que la música puede llegar a ser". En una reseña de 5 estrellas, Laura Barton de The Guardian comentó sobre: "La negación de ser silenciado" del álbum escribiendo que "El resultado es que esto parece no ser tanto un álbum sino una magnífica erupción repentina; después de ocho largos años, un deseo urgente de ser oído". Mikael Wood de Los Angeles Times escribió de él la: "Impresionante intimidad del material aquí presente —un texto rico para estudiar", añadiendo "Necesitarías volver a las partes más finales del catalogo de Nina Simone para encontrar otra vocalista pop así de ansiosa como lo es Fiona Apple para hacer tal espectáculo de lo no-bello." Judy Berman de modo parecido alabó el álbum por su "Tono conversacional, manifestado en el habla de Apple como también así en letras que son más prosa que poesía, [qué] crea una rara intimidad", y comentó que "Por más bonitas que las melodías y las epifanías a menudo son [en este álbum], las canciones no son lo que llamarías 'bonito". Aun así Fetch the Bolt Cutters no sería el experimento extraordinario en sonido y letra que en sí sonará más pulido".
Maura Johnston de The Boston Globe aplaudió el álbum por su "Materia en hechos de brutalidad diaria", y añadió que "Incluso [durante] los momentos más intensos de Fetch, sus letras retienen un tono divertido el cual actúa como estabilizador." En The Observer  Kitty Empire describió el álbum como "Un trabajo extraño y excepcional, incluso dentro del contexto de una carrera tan poco común como lo es la de Apple". Patrick Ryan de USA Today escribe que el álbum "Hierve con desafío, un ingenio oscuro y una rabia tranquila", describiéndolo como "Una obra de arte densa y rica en poesía por una de las mejores cuenta historias de la música moderna" con "Declaraciones filosas como navajas y letras evocativas que se revelan con cada escucha nueva".

## Lista de canciones
Todas las canciones escritas y compuestas por Fiona Apple. 
| Fetch the Bolt Cutters track listing |                                                                |          |  |
| N.º                                  | Título                                                         | Duración |  |
| 1.                                   | «I Want You to Love Me»                                        | 3:57     |  |
| 2.                                   | «Shameika»                                                     | 4:08     |  |
| 3.                                   | «Fetch the Bolt Cutters»                                       | 4:58     |  |
| 4.                                   | «Under the Table»                                              | 3:21     |  |
| 5.                                   | «Relay»                                                        | 4:49     |  |
| 6.                                   | «Rack of His»                                                  | 3:42     |  |
| 7.                                   | «Newspaper»                                                    | 5:32     |  |
| 8.                                   | «Ladies» (music composed by Sebastian Steinberg y Davíd Garza) | 5:25     |  |
| 9.                                   | «Heavy Balloon»                                                | 3:26     |  |
| 10.                                  | «Cosmonauts»                                                   | 3:59     |  |
| 11.                                  | «For Her»                                                      | 2:43     |  |
| 12.                                  | «Drumset»                                                      | 2:40     |  |
| 13.                                  | «On I Go»                                                      | 3:09     |  |

## Personal
Créditos adaptados de Pitchfork.
Banda
- Fiona Apple – vocals (all tracks), piano (1, 2, 4, 10), Casio drums (1), percussion (2, 3, 5–7, 9, 10, 13), background vocals (2–5, 7–13), drums (3, 5–7, 9, 11, 13), metal butterfly (3), Mellotron (6, 12), electronic drums (7), timpani (7), Wurlitzer (8), Casio (9), bells (9), chair (12)
- Sebastian Steinberg – bass (1–10, 12, 13), drums (1), percussion (2, 5, 9), electric autoharp (10, 13), acoustic 12-string guitar (10), slide guitar (10), background vocals (12), lighter on Wurlitzer (12), harp (12), watertower (13), stomps (13), breathing (13)
- Amy Aileen Wood – drums (1–10, 12, 13), percussion (2, 4, 5, 9, 10, 13), loops (10)
- Davíd Garza – vibes (4, 8), percussion (5, 8, 9, 12, 13), guitar (6, 7), background vocals (8, 12), Mellotron (8), piano (10), electric guitar (10), Wurlitzer (10), organ (12), watertower (13)

Musicos adicionales
- Bobb Bruno – special effects (2, 5)
- Cara Delevingne – background vocals (3)
- Mercy – backing barks (3), collar jangles and thrashing (5)
- Maddie – backing barks (3)
- Leo – backing barks (3)
- Alfie – backing barks (3)
- John Would – piano (4, 8), Wurlitzer (4), organ (4)
- Little – collar jangles and thrashing (5)
- Maude Maggart – background vocals (7, 8)
- Winifred Lucky – background vocals (7)
- Spencer Maggart – soft shoe stomp (13)

Ingenieros
- Amy Aileen Wood – recording (1–10, 13)
- John Would – recording (1–5, 8–10, 12, 13), mixing (8)
- Fiona Apple – recording (5–7, 9–11, 13)
- Dave Way – recording (7, 9), mixing (1, 5, 9)
- Tchad Blake – mixing (2–4, 6, 7, 10–13)
- Bob Ludwig – mastering